# Serie B 2017-2018 (calcio femminile)
L'edizione 2017-2018 è stata la quarantasettesima del campionato di Serie B femminile italiana di calcio, il secondo livello nella struttura del calcio femminile in Italia. Il campionato inizia il 17 settembre 2017 e si è concluso il 13 maggio 2018.

## Stagione

### Novità
Al termine della stagione 2016-2017 sono state promosse in Serie A Empoli Ladies, Sassuolo, Valpolicella e Pink Sport Time, mentre sono retrocesse in Serie C Musiello Saluzzo, Gordige, Südtirol e Grifone Gialloverde. Dalla Serie A 2016-2017 sono state retrocesse Como 2000, Chieti, Luserna e Jesina.
Delle squadre aventi diritto non sono state ammesse al campionato di Serie B per espressa rinuncia: Alessandria, Azzurra San Bartolomeo, Domina Neapolis Academy, Napoli, New Team Ferrara, Udinese, Virtus Padova, Bassano 2015, Monturano Campiglione e Roggiano (queste ultime tre neopromosse).
Di conseguenza, a completamento dell'organico, sono state ammesse al campionato di Serie B il Grifone Gialloverde, il Musiello Saluzzo, il Riccione e il Pisa.
Inoltre, dalla fusione del Napoli e del Napoli Dream Team è nato il Napoli Femminile.

### Formula
Le 57 squadre partecipanti sono state suddivise in due gironi da 13 squadre ciascuno, un girone da 15 squadre e un girone da 16 squadre. In ogni girone le squadre si affrontano in un girone all'italiana con partite di andata e ritorno per un totale di 24 giornate nei gironi da 13, 28 giornate nel girone da 15 e 30 giornate nei gironi da 16. Vista la riforma dei campionati per la stagione 2018-2019, la formula del campionato per la promozione è stata modificata per la stagione 2017-2018:
- le squadre prime classificate di ciascun girone, per un totale di quattro squadre, disputano gare di promozione in campo neutro e gara secca, al termine delle quali due squadre vengono promosse in Serie A;
- le due squadre perdenti gli spareggi promozione disputano uno spareggio con la nona e la decima classificata in Serie A per ulteriori due posti in massima serie.

Sempre alla luce della riforma dei campionati per la stagione 2018-2019, acquisiscono diritto alla partecipazione alla Serie B 2018-2019:
- le due squadre retrocesse direttamente dalla Serie A;
- le due squadre perdenti gli spareggi promozione tra la nona e la decima classificata in Serie A e le perdenti gli spareggi tra le vincitrici dei quattro gironi di Serie B;
- le otto squadre classificatesi al secondo e terzo posto dei quattro gironi di Serie B.

In caso di parità di punteggio tra due squadre, si procede con uno spareggio in campo neutro e gara secca per determinare la squadra terza classificata. In caso di parità di punteggio tra più di due squadre, si definiscono tramite classifica avulsa le due squadre che accedono allo spareggio in campo neutro e gara secca per determinare la squadra terza classificata.

Tutte le restanti squadre verranno ammesse al campionato di Serie C 2018-2019.

## Girone A

### Squadre partecipanti
| Club                             | Città                | Stagione 2016-2017                         |
| -------------------------------- | -------------------- | ------------------------------------------ |
| A.S.D. Amicizia Lagaccio C.F.    | Genova               | 3º posto in Serie B/A                      |
| A.C.F. Arezzo A.S.D.             | Arezzo               | 8º posto in Serie B/B                      |
| C.F. Florentia S.S.D.            | Firenze              | 1º posto in Serie C Toscana                |
| A.F.D. Grifo Perugia             | Perugia              | 6º posto in Serie B/B                      |
| A.S.D. Femminile Juventus Torino | Torino               | 6º posto in Serie B/A                      |
| U.S.D. Giovanile Lavagnese       | Lavagna              | 1º posto in Serie C Liguria                |
| S.C.D. Ligorna 1922              | Genova               | 5º posto in Serie B/A                      |
| A.C.F. Lucchese Femminile        | Lucca                | 7º posto in Serie B/A                      |
| S.C. Molassana Boero A.S.D.      | Genova               | 8º posto in Serie B/A                      |
| S.C. Musiello A.C. Saluzzo 90    | Saluzzo              | 12º posto in Serie B/A                     |
| F.C.D. Novese C.F.               | Novi Ligure          | 2º posto in Serie B/A                      |
| A.S.D. Pisa C.F.                 | Pisa                 | 2º posto in Serie C Toscana                |
| Romagnano Calcio A.S.D.          | Romagnano Sesia      | 1º posto in Serie C Piemonte/Valle d'Aosta |
| S.S.D. San Bernardo Luserna C.F. | Luserna San Giovanni | 11º posto in Serie A                       |
| A.C.F. Torino                    | Torino               | 10º posto in Serie B/A                     |

### Classifica finale
Fonte: sito ufficiale LND.
|  | Pos. | Squadra           | Pt | G  | V  | N | P  | GF  | GS | DR   |
|  | ---- | ----------------- | -- | -- | -- | - | -- | --- | -- | ---- |
|  | 1.   | Florentia         | 76 | 28 | 24 | 4 | 0  | 123 | 16 | +107 |
|  | 2.   | Arezzo            | 69 | 28 | 22 | 3 | 3  | 77  | 22 | +55  |
|  | 3.   | Lavagnese         | 58 | 28 | 18 | 4 | 6  | 72  | 21 | +51  |
|  | 4.   | Novese            | 53 | 28 | 17 | 2 | 9  | 65  | 55 | +10  |
|  | 5.   | Juventus Torino   | 50 | 28 | 16 | 2 | 10 | 45  | 33 | +12  |
|  | 6.   | Torino            | 44 | 28 | 13 | 5 | 10 | 44  | 42 | +2   |
|  | 7.   | Grifo Perugia     | 41 | 28 | 12 | 5 | 11 | 63  | 39 | +24  |
|  | 8.   | Ligorna 1922      | 41 | 28 | 12 | 5 | 11 | 37  | 40 | -3   |
|  | 9.   | Lucchese          | 37 | 28 | 11 | 4 | 13 | 41  | 63 | -22  |
|  | 10.  | Amicizia Lagaccio | 30 | 28 | 8  | 6 | 14 | 44  | 54 | -20  |
|  | 11.  | Luserna           | 28 | 28 | 9  | 1 | 18 | 40  | 76 | -36  |
|  | 12.  | Molassana Boero   | 28 | 28 | 8  | 4 | 16 | 38  | 60 | -22  |
|  | 13.  | Romagnano         | 25 | 28 | 6  | 7 | 15 | 38  | 74 | -36  |
|  | 14.  | Musiello Saluzzo  | 14 | 28 | 4  | 2 | 22 | 18  | 89 | -71  |
|  | 15.  | Pisa              | 8  | 28 | 2  | 2 | 24 | 23  | 84 | -61  |

Legenda:
      Ammessa agli spareggi promozione per la Serie A 2018-2019.
      Retrocessa in Serie C 2018-2019.
Note:
Tre punti a vittoria, uno a pareggio, zero a sconfitta.

### Risultati
|                   | Ami  | Are  | Flo  | Gri  | Juv  | Lav  | Lig  | Luc  | Lus  | Mol  | Mus  | Nov  | Pis  | Rom  | Tor  |
| ----------------- | ---- | ---- | ---- | ---- | ---- | ---- | ---- | ---- | ---- | ---- | ---- | ---- | ---- | ---- | ---- |
| Amicizia Lagaccio | –––– | 2-3  | 1-3  | 1-3  | 0-1  | 0-0  | 0-2  | 0-2  | 7-0  | 0-1  | 6-2  | 1-1  | 3-2  | 3-3  | 1-0  |
| Arezzo            | 6-0  | –––– | 1-2  | 1-0  | 4-0  | 3-2  | 5-0  | 4-0  | 3-2  | 1-1  | 2-0  | 5-0  | 2-0  | 2-0  | 2-1  |
| Florentia         | 6-0  | 1-1  | –––– | 7-1  | 1-0  | 4-1  | 3-1  | 12-1 | 1-0  | 3-0  | 15-0 | 9-0  | 9-0  | 3-1  | 4-2  |
| Grifo Perugia     | 3-0  | 1-2  | 2-3  | –––– | 1-1  | 1-0  | 0-0  | 1-2  | 7-0  | 4-2  | 2-0  | 1-2  | 5-1  | 1-1  | 0-1  |
| Juventus Torino   | 0-1  | 1-0  | 1-5  | 1-0  | –––– | 0-1  | 2-0  | 2-0  | 4-0  | 2-1  | 2-0  | 2-3  | 4-0  | 2-1  | 4-1  |
| Lavagnese         | 4-2  | 0-1  | 0-0  | 2-0  | 0-1  | –––– | 5-1  | 5-0  | 3-0  | 6-0  | 4-0  | 3-0  | 7-0  | 7-2  | 3-0  |
| Ligorna 1922      | 1-2  | 2-2  | 1-1  | 0-1  | 2-0  | 0-2  | –––– | 2-1  | 2-1  | 1-3  | 0-1  | 2-1  | 0-0  | 2-0  | 1-0  |
| Lucchese          | 2-0  | 1-2  | 2-2  | 1-6  | 3-2  | 1-1  | 2-1  | –––– | 0-5  | 3-3  | 1-0  | 0-2  | 2-0  | 0-1  | 1-1  |
| Luserna           | 0-2  | 0-7  | 0-8  | 1-0  | 0-4  | 2-0  | 1-2  | 1-7  | –––– | 1-0  | 0-3  | 0-6  | 2-1  | 6-1  | 1-3  |
| Molassana Boero   | 1-6  | 2-3  | 0-2  | 3-2  | 0-1  | 2-3  | 1-2  | 2-0  | 0-0  | –––– | 0-1  | 1-2  | 3-2  | 3-3  | 0-4  |
| Musiello Saluzzo  | 2-1  | 0-5  | 0-4  | 0-3  | 0-3  | 0-4  | 2-2  | 1-5  | 0-5  | 0-2  | –––– | 0-3  | 0-4  | 1-2  | 1-3  |
| Novese            | 3-2  | 0-3  | 0-3  | 2-6  | 4-0  | 0-0  | 2-4  | 3-0  | 1-3  | 4-2  | 5-0  | –––– | 3-2  | 4-3  | 4-0  |
| Pisa              | 1-1  | 1-2  | 0-4  | 0-7  | 1-2  | 0-2  | 1-3  | 0-2  | 0-7  | 0-1  | 3-2  | 0-3  | –––– | 1-2  | 1-2  |
| Romagnano         | 1-1  | 1-4  | 0-5  | 3-3  | 3-2  | 0-5  | 0-3  | 0-1  | 2-1  | 1-3  | 1-1  | 2-3  | 3-2  | –––– | 1-1  |
| Torino            | 1-1  | 2-1  | 0-3  | 2-2  | 1-1  | 1-2  | 1-0  | 4-1  | 2-1  | 3-1  | 2-1  | 1-4  | 1-0  | 4-0  | –––– |

## Girone B

### Squadre partecipanti
| Club                                 | Città                     | Stagione 2016-2017            |
| ------------------------------------ | ------------------------- | ----------------------------- |
| A.S.D. Atletico Oristano C.F.        | Oristano                  | 9º posto in Serie B/A         |
| C.S.R. D. Azalee                     | Gallarate                 | 9º posto in Serie B/C         |
| G.S.C.F. Caprera                     | La Maddalena              | 11º posto in Serie B/A        |
| F.C.F. Como 2000 A.S.D.              | Como                      | 9º posto in Serie A           |
| A.S.D. S.C. Juvenilia Fiammamonza    | Monza                     | 1º posto in Serie C Lombardia |
| A.S.D.F. Inter Milano                | Milano                    | 2º posto in Serie B/C         |
| A.S.D.F.C.F. Marcon                  | Marcon                    | 5º posto in Serie B/B         |
| S.S.D. Football Milan Ladies         | Milano                    | 11º posto in Serie B/C        |
| A.S.D. Orobica Calcio Bergamo        | Stezzano                  | 5º posto in Serie B/C         |
| A.S.D. Calcio Padova Femminile       | Padova                    | 3º posto in Serie B/B         |
| A.S.D. Real Meda C.F.                | Meda                      | 4º posto in Serie B/C         |
| A.S.D. Riozzese                      | Riozzo di Cerro al Lambro | 10º posto in Serie B/C        |
| A.S.D. F.C. Sassari Torres Femminile | Sassari                   | 1º posto in Serie C Sardegna  |

### Classifica finale
Fonte: sito ufficiale LND.
|  | Pos. | Squadra           | Pt | G  | V  | N | P  | GF  | GS  | DR   |
|  | ---- | ----------------- | -- | -- | -- | - | -- | --- | --- | ---- |
|  | 1.   | Orobica           | 59 | 24 | 19 | 2 | 3  | 88  | 20  | +68  |
|  | 2.   | Inter Milano      | 56 | 24 | 17 | 5 | 2  | 100 | 12  | +88  |
|  | 3.   | Milan Ladies      | 49 | 24 | 14 | 7 | 3  | 58  | 22  | +36  |
|  | 4.   | Real Meda         | 46 | 24 | 13 | 7 | 4  | 50  | 21  | +29  |
|  | 5.   | Fiamma Monza      | 39 | 24 | 11 | 6 | 7  | 71  | 28  | +43  |
|  | 6.   | Marcon            | 36 | 24 | 11 | 3 | 10 | 42  | 28  | +14  |
|  | 7.   | Padova            | 33 | 24 | 10 | 3 | 11 | 44  | 47  | -3   |
|  | 8.   | Azalee            | 32 | 24 | 9  | 5 | 10 | 46  | 38  | +8   |
|  | 9.   | Como 2000         | 32 | 24 | 9  | 5 | 10 | 29  | 37  | -8   |
|  | 10.  | Torres            | 27 | 24 | 8  | 3 | 13 | 28  | 50  | -22  |
|  | 11.  | Riozzese          | 26 | 24 | 7  | 5 | 12 | 44  | 50  | -6   |
|  | 12.  | Atletico Oristano | 7  | 24 | 2  | 1 | 21 | 14  | 120 | -106 |
|  | 13.  | Caprera           | 0  | 24 | 0  | 0 | 24 | 10  | 151 | -141 |

Legenda:
      Ammessa agli spareggi promozione per la Serie A 2018-2019.
      Retrocessa in Serie C 2018-2019.
Note:
Tre punti a vittoria, uno a pareggio, zero a sconfitta.

### Risultati
|                   | Atl  | Aza  | Cap  | Com  | Fia  | Int  | Mar  | Mil  | Oro  | Pad  | ReM  | Rio  | Sas  |
| ----------------- | ---- | ---- | ---- | ---- | ---- | ---- | ---- | ---- | ---- | ---- | ---- | ---- | ---- |
| Atletico Oristano | –––– | 0-3  | 4-0  | 1-1  | 0-4  | 0-10 | 0-7  | 1-6  | 0-2  | 1-7  | 0-7  | 1-4  | 1-3  |
| Azalee            | 3-0  | –––– | 6-0  | 1-1  | 0-5  | 0-6  | 6-0  | 0-3  | 1-4  | 5-1  | 2-4  | 2-3  | 3-1  |
| Caprera           | 0-2  | 0-7  | –––– | 1-5  | 0-4  | 0-10 | 1-6  | 1-8  | 1-4  | 0-6  | 0-4  | 1-7  | 0-5  |
| Como 2000         | 3-1  | 0-0  | 3-1  | –––– | 0-3  | 2-1  | 2-0  | 1-2  | 1-0  | 0-3  | 0-1  | 0-3  | 5-1  |
| Fiammamonza       | 13-0 | 1-2  | 15-0 | 4-0  | –––– | 0-0  | 2-0  | 2-2  | 0-4  | 4-4  | 1-1  | 3-1  | 1-0  |
| Inter Milano      | 8-0  | 2-1  | 13-0 | 5-0  | 1-1  | –––– | 4-1  | 0-0  | 3-0  | 5-0  | 4-0  | 4-1  | 9-0  |
| Marcon            | 5-0  | 0-0  | 6-0  | 0-0  | 3-1  | 1-2  | –––– | 1-0  | 0-2  | 4-1  | 2-0  | 1-0  | 0-1  |
| Milan Ladies      | 4-0  | 2-2  | 5-0  | 1-1  | 3-1  | 2-2  | 0-1  | –––– | 0-5  | 1-0  | 2-1  | 3-1  | 1-0  |
| Orobica           | 13-0 | 3-0  | 15-1 | 3-1  | 1-0  | 2-0  | 2-1  | 0-3  | –––– | 4-1  | 3-3  | 3-0  | 8-0  |
| Padova            | 2-0  | 1-0  | 4-2  | 4-1  | 2-1  | 1-1  | 0-1  | 0-5  | 1-2  | –––– | 0-2  | 3-2  | 1-1  |
| Real Meda         | 6-0  | 0-0  | 7-0  | 1-0  | 2-0  | 0-2  | 1-0  | 0-0  | 2-2  | 1-0  | –––– | 0-0  | 3-0  |
| Riozzese          | 8-2  | 1-0  | 3-1  | 0-1  | 1-4  | 0-5  | 1-1  | 2-2  | 0-4  | 1-2  | 2-2  | –––– | 2-2  |
| Sassari Torres    | 1-0  | 0-2  | 2-0  | 0-1  | 1-1  | 0-3  | 2-1  | 0-3  | 1-2  | 3-0  | 1-2  | 3-1  | –––– |

## Girone C

### Squadre partecipanti
| Club                              | Città                         | Stagione 2016-2017                      |
| --------------------------------- | ----------------------------- | --------------------------------------- |
| A.S.D. Bologna F.C. 1909          | Bologna                       | 1º posto in Serie C Emilia-Romagna      |
| A.S.D. S.S.V. Brixen OBI          | Bressanone                    | 1º posto in Serie C Trentino-Alto Adige |
| A.S.D. Castelnuovo Women Soccer   | Castelnuovo Vomano            | 1º posto in Serie C Abruzzo             |
| A.S.D. Castelvecchio              | Savignano sul Rubicone        | 4º posto in Serie B/B                   |
| A.D.P. L.F. Jesina Femminile      | Jesi                          | 12º posto in Serie A                    |
| A.S.D. Fortitudo Mozzecane        | Mozzecane                     | 7º posto in Serie B/C                   |
| A.C.F.D. Graphistudio Pordenone   | Pordenone                     | 3º posto in Serie C Veneto              |
| A.C.D. Imolese F.M.               | Imola                         | 10º posto in Serie B/B                  |
| A.S.D. La Saponeria               | Pescara                       | 13º posto in Serie B/B                  |
| A.S.D.C.F. Permac Vittorio Veneto | Vittorio Veneto               | 2º posto in Serie B/B                   |
| A.S.D. Pro San Bonifacio          | San Bonifacio                 | 3º posto in Serie B/C                   |
| A.S.D. Femminile Riccione         | Riccione                      | 2º posto in Serie C Emilia-Romagna      |
| San Marino Academy                | Dogana (San Marino)           | 3º posto in Serie B/B                   |
| A.S.D. A.C.F. Trento Clarentia    | Trento                        | 6º posto in Serie B/C                   |
| F.C. Unterland Damen              | Cortina sulla Strada del Vino | 8º posto in Serie B/C                   |
| A.S.D. Vicenza C.F.               | Vicenza                       | 13º posto in Serie B/C                  |

### Classifica finale
Fonte: sito ufficiale LND.
|  | Pos. | Squadra             | Pt | G  | V  | N  | P  | GF | GS  | DR   |
|  | ---- | ------------------- | -- | -- | -- | -- | -- | -- | --- | ---- |
|  | 1.   | Pro San Bonifacio   | 72 | 30 | 22 | 6  | 2  | 81 | 12  | +69  |
|  | 2.   | Fortitudo Mozzecane | 65 | 30 | 19 | 8  | 3  | 85 | 28  | +57  |
|  | 3.   | Castelvecchio       | 64 | 30 | 19 | 7  | 4  | 57 | 25  | +32  |
|  | 4.   | Vittorio Veneto     | 63 | 30 | 19 | 6  | 5  | 67 | 22  | +45  |
|  | 5.   | San Marino          | 53 | 30 | 16 | 5  | 9  | 49 | 39  | +10  |
|  | 6.   | Riccione            | 48 | 30 | 14 | 6  | 10 | 41 | 37  | +4   |
|  | 7.   | Pordenone           | 46 | 30 | 12 | 10 | 8  | 42 | 28  | +14  |
|  | 8.   | L.F. Jesina         | 45 | 30 | 13 | 6  | 11 | 49 | 36  | +13  |
|  | 9.   | Brixen OBI          | 41 | 30 | 12 | 5  | 13 | 38 | 50  | -12  |
|  | 10.  | Unterland           | 38 | 30 | 10 | 8  | 12 | 47 | 50  | -3   |
|  | 11.  | Trento Clarentia    | 36 | 30 | 11 | 3  | 16 | 59 | 60  | -1   |
|  | 12.  | Bologna             | 33 | 30 | 9  | 6  | 15 | 41 | 46  | -5   |
|  | 13.  | La Saponeria        | 30 | 30 | 8  | 6  | 16 | 40 | 68  | -28  |
|  | 14.  | Vicenza             | 23 | 30 | 7  | 2  | 21 | 27 | 51  | -24  |
|  | 15.  | Imolese             | 12 | 30 | 2  | 6  | 22 | 31 | 97  | -66  |
|  | 16.  | Castelnuovo         | 6  | 30 | 2  | 0  | 28 | 26 | 131 | -105 |

Legenda:
      Ammessa agli spareggi promozione per la Serie A 2018-2019.
      Retrocessa in Serie C 2018-2019.
Note:
Tre punti a vittoria, uno a pareggio, zero a sconfitta.

### Risultati
|                     | Bol  | Bri  | Csn  | Csv  | For  | Imo  | Jes  | LaS  | Por  | PSB  | Ric  | San  | Tre  | Unt  | Vic  | Vit  |
| ------------------- | ---- | ---- | ---- | ---- | ---- | ---- | ---- | ---- | ---- | ---- | ---- | ---- | ---- | ---- | ---- | ---- |
| Bologna             | –––– | 6-0  | 6-0  | 1-1  | 1-2  | 2-2  | 1-2  | 1-2  | 0-1  | 1-1  | 0-0  | 1-2  | 2-1  | 1-2  | 0-1  | 1-3  |
| Brixen              | 0-0  | –––– | 4-0  | 1-3  | 1-7  | 1-1  | 3-0  | 2-0  | 0-1  | 0-1  | 0-1  | 1-2  | 1-0  | 2-1  | 1-1  | 0-3  |
| Castelnuovo         | 1-2  | 1-4  | –––– | 2-5  | 0-7  | 3-2  | 1-2  | 0-1  | 0-4  | 0-10 | 0-3  | 1-4  | 1-4  | 4-8  | 0-1  | 0-2  |
| Castelvecchio       | 4-0  | 2-0  | 3-1  | –––– | 2-1  | 4-0  | 1-0  | 5-0  | 0-0  | 0-2  | 1-0  | 1-1  | 2-1  | 0-0  | 2-1  | 1-1  |
| Fortitudo Mozzecane | 3-0  | 6-0  | 8-0  | 1-1  | –––– | 2-1  | 1-0  | 4-3  | 1-1  | 0-0  | 1-1  | 4-0  | 3-3  | 0-0  | 3-0  | 0-1  |
| Imolese             | 0-1  | 1-2  | 6-3  | 0-1  | 1-5  | –––– | 2-2  | 2-2  | 1-1  | 0-7  | 0-4  | 1-2  | 1-3  | 3-2  | 0-2  | 1-2  |
| Jesina              | 3-0  | 0-0  | 4-0  | 0-0  | 1-3  | 6-0  | –––– | 8-0  | 2-1  | 0-2  | 2-0  | 1-0  | 3-3  | 2-3  | 2-1  | 0-1  |
| La Saponeria        | 1-2  | 1-2  | 5-0  | 2-3  | 1-3  | 6-2  | 0-0  | –––– | 3-2  | 0-2  | 0-4  | 1-1  | 2-1  | 1-1  | 3-2  | 0-5  |
| Pordenone           | 2-0  | 1-1  | 3-0  | 0-1  | 1-1  | 4-0  | 1-2  | 2-3  | –––– | 0-0  | 2-1  | 0-1  | 2-0  | 2-2  | 2-1  | 1-0  |
| Pro San Bonifacio   | 2-0  | 5-0  | 7-0  | 1-0  | 3-0  | 4-0  | 2-0  | 3-1  | 1-1  | –––– | 0-1  | 1-0  | 1-0  | 2-1  | 2-1  | 3-1  |
| Riccione            | 0-1  | 0-3  | 3-1  | 0-4  | 2-2  | 5-1  | 3-0  | 1-0  | 3-2  | 1-1  | –––– | 0-3  | 1-0  | 1-0  | 2-1  | 0-4  |
| San Marino          | 3-6  | 1-2  | 3-0  | 0-1  | 1-6  | 3-0  | 2-0  | 1-0  | 0-0  | 3-2  | 1-1  | –––– | 2-0  | 3-0  | 2-3  | 1-0  |
| Trento Clarentia    | 0-4  | 0-5  | 5-2  | 4-5  | 0-3  | 6-0  | 1-3  | 5-0  | 2-0  | 1-4  | 3-1  | 4-3  | –––– | 1-2  | 3-1  | 0-3  |
| Unterland           | 0-0  | 1-2  | 8-2  | 2-1  | 1-4  | 5-1  | 2-0  | 0-0  | 1-3  | 0-8  | 0-0  | 1-1  | 1-3  | –––– | 1-0  | 0-1  |
| Vicenza             | 2-0  | 1-0  | 2-3  | 0-2  | 1-2  | 0-0  | 0-2  | 2-0  | 0-1  | 0-4  | 1-2  | 0-1  | 1-4  | 1-2  | –––– | 0-1  |
| Vittorio Veneto     | 5-1  | 3-0  | 5-0  | 3-1  | 1-2  | 7-2  | 2-2  | 2-2  | 1-1  | 0-0  | 3-0  | 1-2  | 1-1  | 1-0  | 4-0  | –––– |

## Girone D

### Squadre partecipanti
| Club                                | Città          | Stagione 2016-2017                             |
| ----------------------------------- | -------------- | ---------------------------------------------- |
| A.S.D. Apulia Trani                 | Trani          | 11º posto in Serie B/D                         |
| A.S.D. Femminile Catania            | Catania        | 1º posto in Serie C Sicilia                    |
| A.S.D. C.F. Chieti                  | Chieti         | 10º posto in Serie A                           |
| A.S. Grifone Gialloverde            | Roma           | 12º posto in Serie B/D                         |
| A.S.D. U.S. Femminile Latina Calcio | Latina         | 3º posto in Serie B/D                          |
| S.S. Lazio Women 2015               | Roma           | 7º posto in Serie B/D                          |
| A.S.D. Napoli Femminile             | Napoli         | 9º posto in Serie B/D (come Napoli Dream Team) |
| A.S.D.F. Nebrodi                    | Capo d'Orlando | 8º posto in Serie B/D                          |
| A.S.D. Real Colombo Femminile       | Roma           | 1º posto in Serie C Lazio                      |
| S.S.D. Roma C.F.                    | Roma           | 2º posto in Serie B/D                          |
| A.S.D. Roma XIV Decimoquarto        | Roma           | 5º posto in Serie B/D                          |
| A.S.D. Salento Women Soccer         | Lecce          | 6º posto in Serie B/D                          |
| A.S.D. Virtus Partenope             | Napoli         | 1º posto in Serie C Campania                   |

### Classifica finale
Fonte: sito ufficiale LND.
|  | Pos. | Squadra          | Pt | G  | V  | N | P  | GF | GS | DR  |
|  | ---- | ---------------- | -- | -- | -- | - | -- | -- | -- | --- |
|  | 1.   | Roma CF          | 62 | 24 | 20 | 2 | 2  | 82 | 13 | +69 |
|  | 2.   | Lazio            | 55 | 24 | 17 | 4 | 3  | 79 | 22 | +57 |
|  | 3.   | Roma XIV         | 50 | 24 | 15 | 5 | 4  | 54 | 23 | +31 |
|  | 4.   | Chieti           | 48 | 24 | 14 | 6 | 4  | 51 | 26 | +25 |
|  | 5.   | Grifone          | 43 | 24 | 12 | 7 | 5  | 42 | 31 | +11 |
|  | 6.   | Latina (-1)      | 38 | 24 | 11 | 6 | 7  | 49 | 33 | +16 |
|  | 7.   | Napoli           | 37 | 24 | 11 | 4 | 9  | 33 | 24 | +9  |
|  | 8.   | Apulia Trani     | 33 | 24 | 10 | 3 | 11 | 43 | 32 | +11 |
|  | 9.   | Salento Women    | 29 | 24 | 8  | 5 | 11 | 24 | 39 | -15 |
|  | 10.  | Virtus Partenope | 19 | 24 | 6  | 1 | 17 | 26 | 48 | -22 |
|  | 11.  | Catania (-1)     | 16 | 24 | 5  | 2 | 17 | 27 | 75 | -48 |
|  | 12.  | Nebrodi          | 7  | 24 | 2  | 1 | 21 | 15 | 88 | -73 |
|  | 13.  | Real Colombo     | 3  | 24 | 1  | 0 | 23 | 16 | 93 | -77 |

Legenda:
      Ammessa agli spareggi promozione per la Serie A 2018-2019
      Retrocessa in Serie C 2018-2019
Note:
Tre punti a vittoria, uno a pareggio, zero a sconfitta.
Il Catania e il Latina scontano 1 punto di penalizzazione.

### Risultati
|                       | Apu  | Cat   | Chi  | Gri  | Lat  | Laz  | Nap  | Neb  | Rea  | Rom  | RDe  | Sal  | Vir  |
| --------------------- | ---- | ----- | ---- | ---- | ---- | ---- | ---- | ---- | ---- | ---- | ---- | ---- | ---- |
| Apulia Trani          | –––– | 4-0   | 2-4  | 2-0  | 0-1  | 0-2  | 2-0  | 5-0  | 4-0  | 0-2  | 1-1  | 4-0  | 2-0  |
| Catania               | 2-0  | ––––  | 2-2  | 2-5  | 2-5  | 0-3  | 0-1  | 2-1  | 5-1  | 0-1  | 1-2  | 1-3  | 0-3  |
| Chieti                | 2-1  | 4-0   | –––– | 1-1  | 0-1  | 2-1  | 1-1  | 2-0  | 4-0  | 3-3  | 4-1  | 3-0  | 1-0  |
| Grifone               | 2-0  | 1-1   | 4-2  | –––– | 1-1  | 1-1  | 1-0  | 4-1  | 4-2  | 0-4  | 2-4  | 0-0  | 3-1  |
| Latina                | 1-1  | [ 7 ] | 4-1  | 0-1  | –––– | 1-1  | 0-2  | 4-1  | 3-0  | 0-2  | 1-2  | 0-0  | 5-1  |
| Lazio Women           | 4-2  | 10-0  | 3-1  | 3-2  | 4-4  | –––– | 3-1  | 3-0  | 8-0  | 1-3  | 0-0  | 4-1  | 3-0  |
| Napoli Femminile      | 2-1  | 8-0   | 1-1  | 1-1  | 0-1  | 1-2  | –––– | 3-0  | 3-0  | 1-4  | 0-1  | 1-0  | 3-1  |
| Nebrodi               | 0-3  | 1-6   | 0-3  | 0-1  | 2-8  | 0-8  | 0-1  | –––– | 1-0  | 0-7  | 1-4  | 1-2  | 0-4  |
| Real Colombo          | 1-2  | 7-2   | 0-2  | 0-3  | 0-5  | 0-8  | 0-2  | 0-4  | –––– | 0-11 | 1-3  | 1-2  | 0-3  |
| Roma                  | 3-1  | 3-0   | 0-3  | 1-1  | 5-0  | 3-0  | 4-0  | 8-0  | 3-1  | –––– | 0-1  | 4-0  | 5-0  |
| Roma XIV Decimoquarto | 3-2  | 5-0   | 0-1  | 3-1  | 1-1  | 0-2  | 1-0  | 0-0  | 7-1  | 1-2  | –––– | 6-0  | 0-0  |
| Salento Women         | 1-1  | 2-0   | 1-1  | 0-1  | 1-0  | 0-3  | 0-0  | 4-0  | 4-1  | 0-1  | 2-4  | –––– | 1-0  |
| Virtus Partenope      | 1-3  | 0-1   | 0-4  | 1-2  | 2-3  | 0-2  | 0-1  | 6-2  | 1-0  | 0-3  | 0-4  | 2-0  | –––– |

## Spareggi promozione
Agli spareggi promozione sono ammesse le squadre vincitrici dei quattro gironi: il Florentia per il girone A, l'Orobica per il girone B, il Pro San Bonifacio per il girone C, la Roma per il girone D.

### Prima fase
Nella prima fase le squadre prime classificate di ciascun girone si affrontano in campo neutro e gara secca per definire due promozioni in Serie A. Il sorteggio per gli accoppiamenti si è tenuto il 9 maggio 2018.
|                   | Risultati             |                | Luogo e data                      |
| ----------------- | --------------------- | -------------- | --------------------------------- |
| Roma CF           | 0 - 3                 | Florentia S.G. | Città Sant'Angelo, 19 maggio 2018 |
|                   |                       |                |                                   |
| Pro San Bonifacio | 1 - 1 (dts) (4-5 dtr) | Orobica        | Noceto, 19 maggio 2018            |
|                   |                       |                |                                   |

### Seconda fase
Agli spareggi promozione/retrocessione accedono la nona e la decima classificata in Serie A e le due squadre Serie B perdenti gli spareggi promozione. Gli spareggi si disputano in campo neutro e gara secca e le vincitrici sono ammesse in Serie A.
|                 | Risultati   |                   | Luogo e data                       |
| --------------- | ----------- | ----------------- | ---------------------------------- |
| Roma CF         | 0 - 3 (dts) | Sassuolo          | Tavarnuzze, 27 maggio 2018         |
| Pink Sport Time | 3 - 1       | Pro San Bonifacio | Porto Sant'Elpidio, 27 maggio 2018 |
|                 |             |                   |                                    |